# Altengrabow
Altengrabow ou Altengrabau est un hameau de la localité de Dörnitz, qui fait elle-même partie de la ville de Möckern, dans l'arrondissement du Pays-de-Jerichow en Saxe-Anhalt, en Allemagne.

## Géographie
Ce petit village à l'habitat dispersé est situé à un kilomètre à l'ouest de Dörnitz et à une vingtaine de kilomètres de Möckern. Au sud, Altengrabow jouxte directement la zone d'entraînement militaire d'Altengrabow (de) utilisée par la Bundeswehr. 
Une ligne de chemin de fer relie Biederitz à Altengrabow, qui en est le terminus ; le trafic y est rare ; le tronçon Loburg-Altengrabow est subventionné par la Bundeswehr en tant que raccordement pour le terrain d'entraînement militaire.

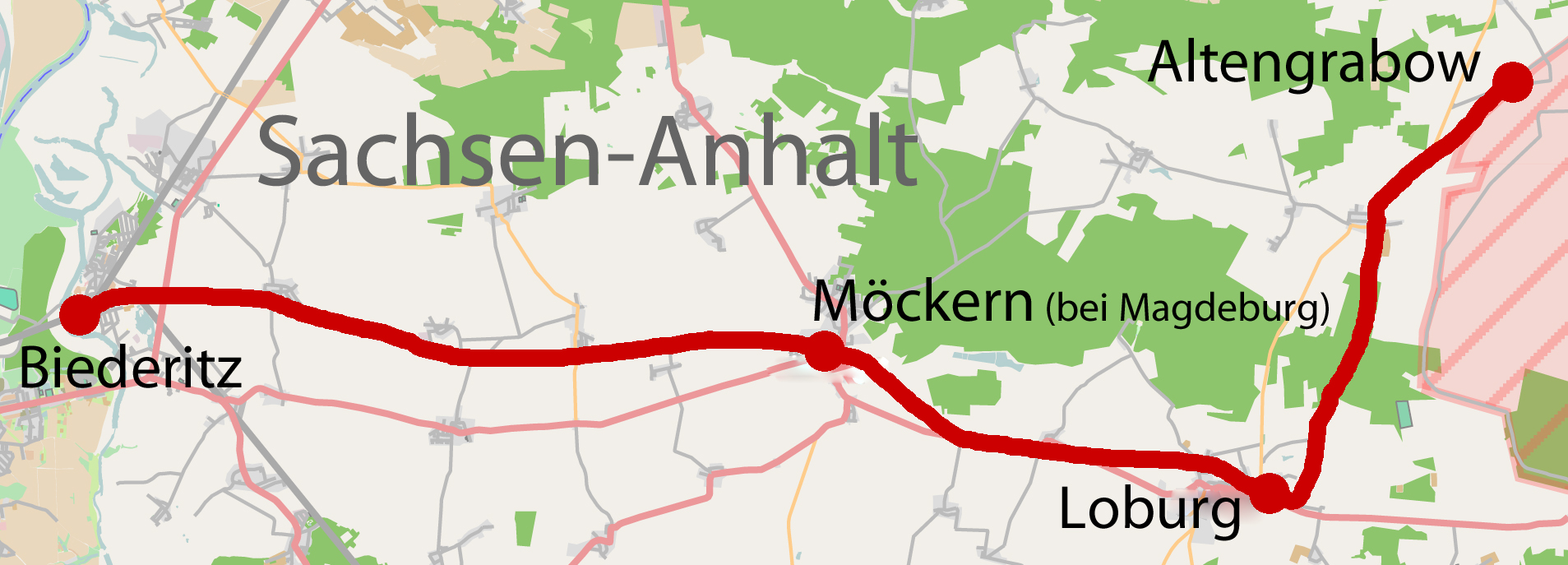
La ligne Biederitz-Altengrabow.

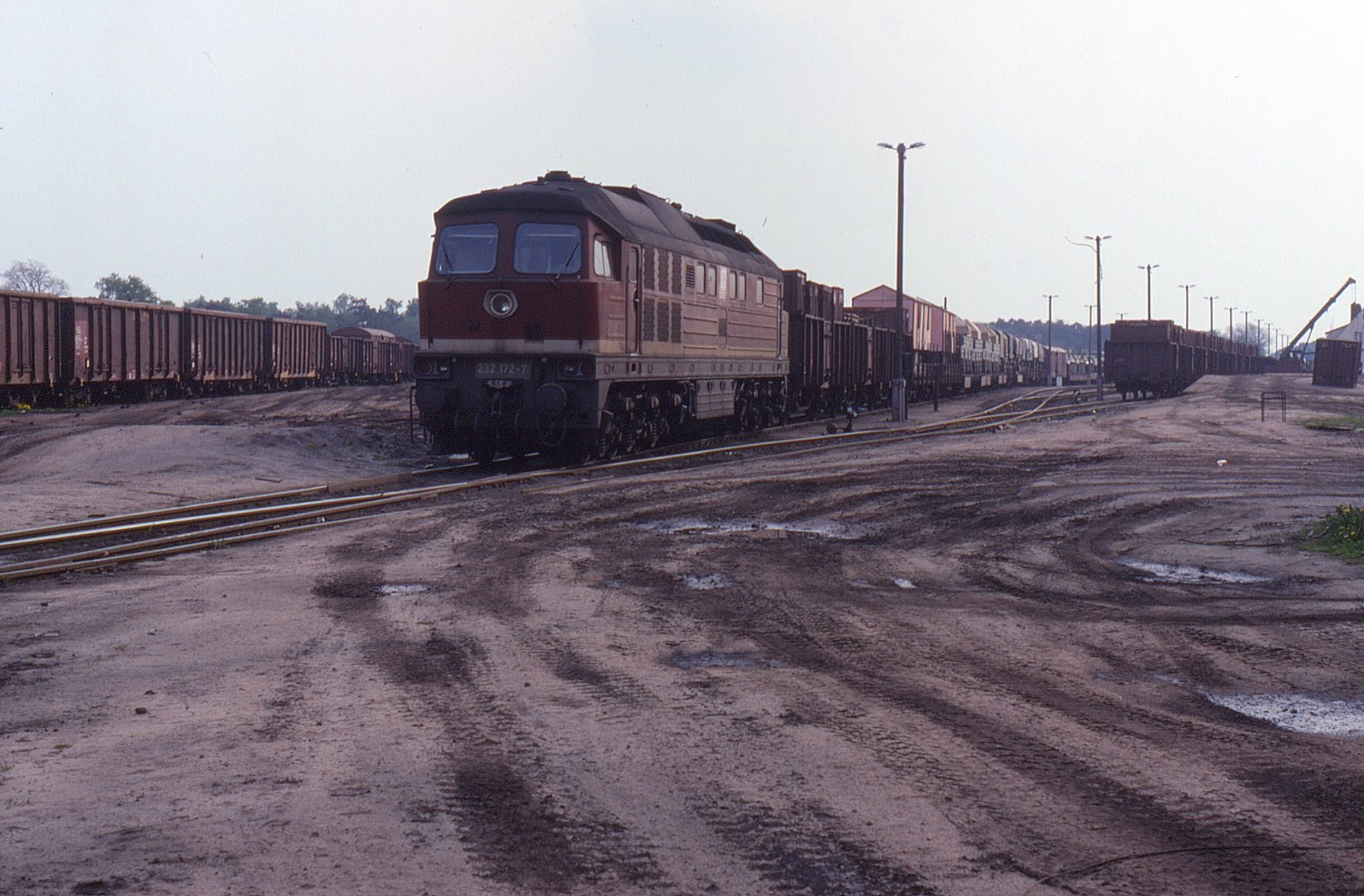
La gare d'Altengrabow en 1994.

## Histoire
Un camp de prisonniers de guerre de l'armée allemande, le Stalag XI-A, pendant la Seconde Guerre mondiale, y était situé, sur le territoire de l'actuel terrain d'entraînement militaire,.